# Cova de Can Cabanyes
La Cova de Can Cabanyes de Llagostera és un aflorament natural de granit que forma una petita cavitat, a l'entrada de la qual hi ha un gravat. Aquest gravat està format per una línia lleugerament corbada cap a la dreta, de 25 cm de llargada, i que cap a la part inferior de dos punts situats simètricament a cada costat de la línia. El solc que forma el gravat és estret (aproximadament 1 cm) i poc profund, la secció és lleugerament en V. L'entrada de la cavitat està arranjada amb blocs de granit aportats; podria tractar-se d'un paradolmen. Per arribar-hi, des de la circumval·lació de Llagostera, s'agafa la carretera a Sant Grau i a uns 9 km se segueix la pista que surt a l'esquerra fins a Can Cabanyes. Trenca a l'esquerra i 200 m després cal endinsar-se en el bosc fins a unes roques a l'esquerra del camí.